# 波斯人萨勒曼
波斯人萨勒曼（阿拉伯语：‎），波斯宗教学者，伊斯兰教创始人穆罕穆德的伙伴。他最初信仰琐罗亚斯德教，早年大部分时间都致力于学习成为一名琐罗亚斯德教法师，后来他专注于游历整个西亚，与其他宗教团体进行宗教间对话。他的探索最终促使他皈依基督教，他在雅特里布城遇见并结识穆罕默德后又皈依伊斯兰教。他是一位著名的非阿拉伯同伴，也是穆罕默德最亲密的朋友之一；穆罕默德曾对追随者的聚会表示，他把萨勒曼视为家人。他参与了堑壕之战。